# Infinite Loop

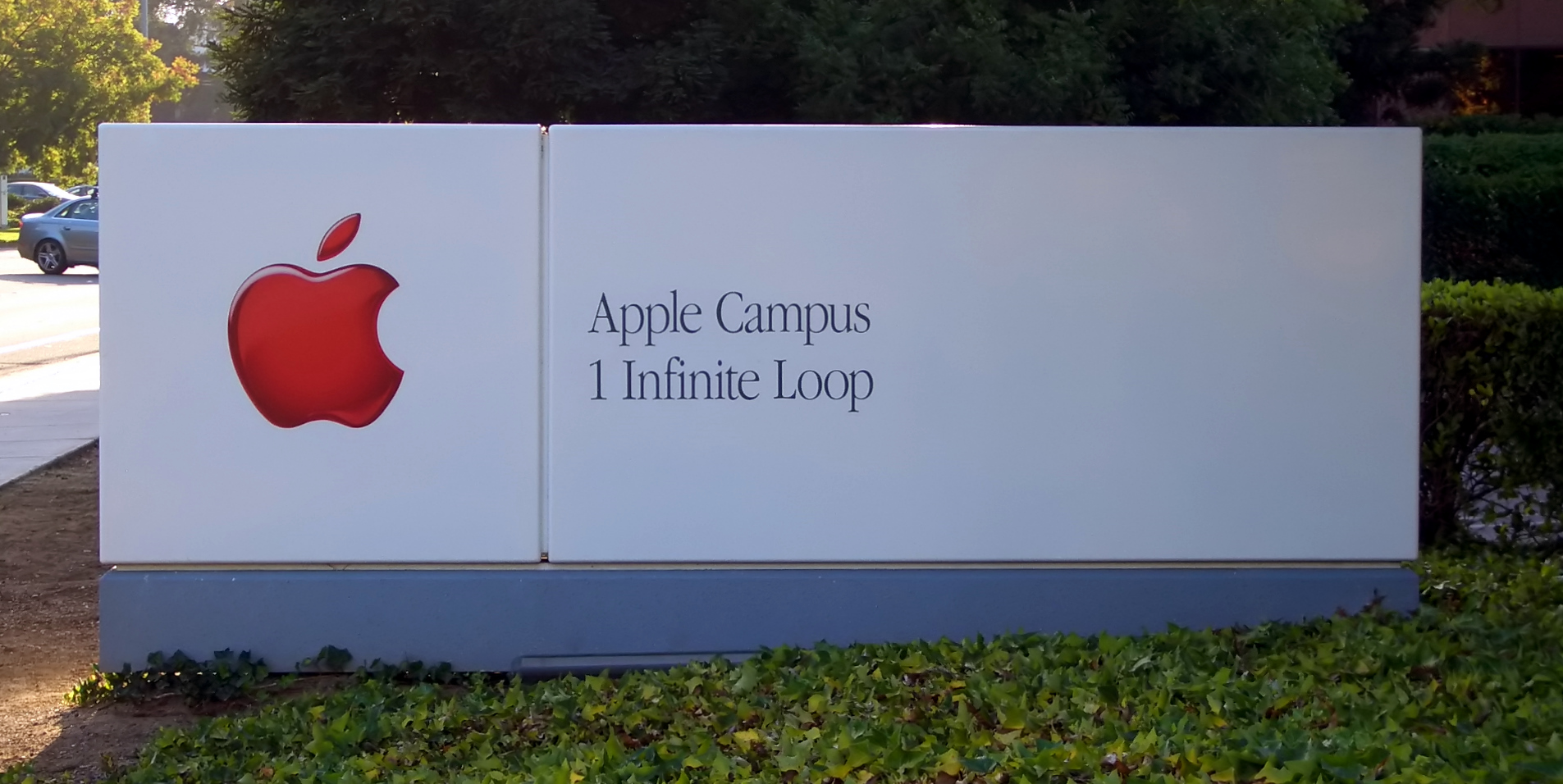
Fosta adresă folosită din 1984 până în 2002 și o variantă roșie a logoului Apple care a fost folosită din 1998 până în 2002.

Infinite Loop (Română:Bucla infinită) este o stradă care înconjoară cele șase clădiri principale ale sediului Apple din Cupertino, California. Fiecare clădire are un număr care corespunde cu adresa sa, având o singură cifră pe Loop, iar adresa poștală oficială a companiei Apple este "1 Infinite Loop". Clădirile sunt numerotate în sensul acelor de ceasornic, fiind cunoscute de către angajați ca IL1 până la IL6. Bucla se intersectează cu Mariani Avenue, care a fost adresa străzii fostului sediu Apple. De aceea, în materiale tipărite mai demult apărea adresa "20525 Mariani Avenue".
Infinite Loop se află la sud-est de bulevardul De Anza și Interstate 280. Sediul principal, 1 Infinite Loop, se află față în față cu bulevardul De Anza. Există și alte clădiri în campusul Apple, care sunt în imediata sa apropiere, dar nu se află pe Infinite Loop. Apple a cumpărat o parcelă de teren în apropiere pe care a construit un al doilea campus.
Numele a fost inspirat de conceptul de programare al buclei infinite.
Infinite Loop este de fapt o stradă privată, sub formă de semilună, care se unește cu strada publică Mariani Avenue pentru a forma o buclă.

## Istorie
Construcția campusului Infinite Loop a fost finalizată în 1993 de către Sobrato Development Cos Înainte de 1997, activitatea în campus a fost restrânsă la studiile de cercetare și dezvoltare, iar fiecare clădire a fost numită de la R&D1 până la R&D2. La scurt timp după revenirea lui Steve Jobs când Apple a consolidat numărul de clădiri pe care le ocupase, multe funcții non-R&D au fost mutate din campus, astfel încât numele de Cercetare și Dezvoltare a fost abandonat, iar clădirile au fost redenumite IL 1 până la IL 6. Localul BJ's Restaurant & Brewery, aflat chiar lângă campus, este adesea numit în glumă "IL 7".
Înainte ca Infinite Loop să fie construit, locul a fost ocupat de compania Four Phase Systems (care a fost achiziționată mai târziu de către Motorola).

## Detalii
- Pictograma pentru aplicația Google Maps de pe iPhone arată locația campusului Infinite Loop, inclusiv eticheta pentru Interstate 280.
- Serviciul de localizare din simulatorul iPhone inclus în SDK returnează întotdeauna coordonatele (37.331689, -122.030731), care reprezintă latitudinea și longitudinea campusului Infinite Loop.
- După numele campusului este denumită și o carte scrisă de Michael S. Malone, ce conține istoria companiei Apple Inc.